# The Science of Sleep
The Science of Sleep (originaltitel: La Science des rêves, "Drömvetenskapen") är en fransk-italiensk science fantasy-dramakomedifilm från 2006 i regi av Michel Gondry. Rollerna spelas av bland andra Gael García Bernal, Charlotte Gainsbourg, Miou-Miou och Alain Chabat.

## Handling
Stéphane (Gael García Bernal) återvänder till sin barndomsstad, efter att blivit lovad ett jobb av sin mamma. Men jobbet blir inte riktigt som han tänkt sig. Stephan låter ibland sina fantasifulla dagdrömmar ta lite väl stor plats i det verkliga livet, och det nya jobbet är enformigt med få kolleger i ett minimalt kontor. Men så träffar Stephan sin granne Stephanie (Charlotte Gainsbourg) och hennes kompis Zoe (Emma de Caunes)...

## Medverkande (i urval)
| Gael García Bernal   | – Stéphane Miroux  |
| Charlotte Gainsbourg | – Stéphanie        |
| Miou-Miou            | – Christine Miroux |
| Alain Chabat         | – Guy              |
| Emma de Caunes       | – Zoé              |
| Sacha Bourdo         | – Serge            |
| Aurélia Petit        | – Martine          |
| Pierre Vaneck        | – Monsieur Pouchet |

## Mottagande
Filmen fick positiva recensioner. På Rotten Tomatoes har 69% av kritikerna röstat positivt med totalt 147 recensioner. Metacritic gav filmen 70 av 100, totalt 33 recensioner. 